# Agua superiónica
El agua superiónica, también llamada hielo superiónico o hielo XVIII, es una fase del agua que existe a temperaturas y presiones extremadamente altas. En el agua superiónica, las moléculas de agua se rompen y los iones de oxígeno se cristalizan en una red uniforme. En cambio, los iones de hidrógeno flotan libremente dentro de la red de oxígeno. Los iones de hidrógeno que se mueven libremente hacen que el agua superiónica sea casi tan conductora como los metales típicos, lo que la convierte en un conductor superiónico. Es una de las 19 fases cristalinas del hielo conocidas. El agua superiónica es distinta del agua iónica, un hipotético estado líquido caracterizado por una sopa desordenada de iones hidrógeno y oxígeno.
Aunque se ha teorizado durante décadas, no fue hasta la década de los noventa cuando surgieron las primeras pruebas experimentales de la existencia de agua superiónica. Las primeras pruebas se obtuvieron a partir de mediciones ópticas de agua calentada por láser en una celda de yunque de diamante y de mediciones ópticas de agua sometida a choques con potentes láseres. Las primeras pruebas definitivas de la estructura cristalina de la red de oxígeno en el agua superiónica se obtuvieron a partir de mediciones de rayos X en agua sometida a choque láser, que se comunicaron en 2019.
Si estuviera presente en la superficie de la Tierra, el hielo superiónico se descomprimiría rápidamente. En mayo de 2019, científicos del Laboratorio Nacional Lawrence Livermore (LNLL) sintetizaron hielo superiónico, confirmando que es casi cuatro veces más denso que el hielo normal. Se ha teorizado que el agua superiónica está presente en los mantos de planetas gigantes como Urano y Neptuno.

## Propiedades
A partir de 2013, se teoriza que el hielo superiónico puede poseer dos estructuras cristalinas. A presiones superiores a 50 GPa (7 300 000 psi), el hielo superiónico adoptaría una estructura cúbica centrada en el cuerpo. Sin embargo, a presiones superiores a 100 GPa (15 000 000 psi), se predice que la estructura cambiaría a una red cúbica centrada en la cara más estable.

## Historia de las pruebas teóricas y experimentales
Demontis et al. hicieron la primera predicción sobre el agua superiónica utilizando simulaciones clásicas de dinámica molecular en 1988. En 1999, Cavazzoni et al. predijeron que ese estado existiría para el amoníaco y el agua en condiciones como las de Urano y Neptuno. En 2005, Laurence Fried dirigió un equipo del Laboratorio Nacional Lawrence Livermore para recrear las condiciones de formación del agua superiónica. Utilizando una técnica que consistía en aplastar moléculas de agua entre diamantes y sobrecalentarlas con láser, observaron cambios de frecuencia que indicaban una transición de fase. El equipo también creó modelos informáticos que indicaban que habían creado agua superiónica. En 2013, Hugh F. Wilson, Michael L. Wong y Burkhard Militzer, de la Universidad de California en Berkeley, publicaron un artículo en el que predecían la estructura de la red cúbica centrada en la cara que surgiría a presiones más altas.
Marius Millot y sus colegas encontraron pruebas experimentales adicionales en 2018 al inducir una alta presión en el agua entre los diamantes y, a continuación, hacer un choque con el agua mediante un pulso láser.

## Experimentos de 2018‑2019
En 2018, los investigadores del LNLL exprimieron agua entre dos piezas de diamante con una presión de 2500 MPa (360 000 psi). El agua se convirtió en hielo de tipo VII, un 60 % más denso que el agua normal.
A continuación, el hielo comprimido se transportó a la Universidad de Rochester, donde un pulso de luz láser lo hizo estallar. La reacción creó condiciones similares a las del interior de gigantes helados como Urano y Neptuno, al calentar el hielo a miles de grados bajo una presión un millón de veces superior a la de la atmósfera terrestre en sólo 10 o 20 milmillonésimas de segundo. El experimento concluyó que la corriente en el agua conductora era efectivamente transportada por iones en lugar de electrones y, por tanto, apuntaba al agua superiónica. Experimentos más recientes del mismo equipo del Laboratorio Nacional Lawrence Livermore utilizaron la cristalografía de rayos X en gotas de agua sometidas a un choque láser para determinar que los iones de oxígeno entran en una fase cúbica centrada en la cara, apodada hielo XVIII y publicada en la revista Nature en mayo de 2019.

## Existencia en los gigantes helados
Se ha teorizado que los planetas gigantes helados Urano y Neptuno albergan una capa de agua superiónica. Sin embargo, algunos estudios sugieren que otros elementos presentes en el interior de estos planetas, principalmente el carbono, podrían impedir la formación de agua superiónica.

## Aplicaciones
El agua es ampliamente conocida por su existencia en tres fases diferentes, es decir, sólida, líquida y gaseosa, como cualquier otra sustancia. Wang et al. han descubierto una fase iónica de alta presión del hielo de agua. Se sabe que este hielo cambia su configuración estructural en función de las altas y bajas temperaturas. Las operaciones industriales se realizan a menudo a presiones y temperaturas muy altas y bajas. El conocimiento de esta propiedad física o estructural del hielo de agua podría ayudarnos a comprender con mayor precisión el intercambio de materiales y energía. Un buen conocimiento de este fenómeno podría ayudarnos a diseñar procesos u operaciones de forma más eficiente.